# Xte-Syndrom
Das Xte-Syndrom, Akronym für Xeroderma, Talipes und Enameldefekt, ist ein sehr seltenes angeborenes Fehlbildungssyndrom mit den namensbildenden Hauptmerkmalen und kann zu den Ektodermalen Dysplasien gezählt werden.
Die Erstbeschreibung stammt aus dem Jahre 1970 durch den Londoner Hautarzt Edmund John Moynahan unter der Bezeichnung „XTE syndrome“.
Anscheinend gibt es seither keine weiteren Publikationen, die diesem Krankheitsbild eindeutig zugeordnet werden können.
Synonyme sind: Ektodermaldysplasie mit Xerodermie;  Xte-Syndrom; englisch Moynahan’s syndrome III; Xeroderma talipes enamel defects
Leiber nennt als weitere Synonyme: Moynahan-Syndrom und Amelo-zerebro-hypohidrotisches Syndrom.
Das Xte-Syndrom ist nicht zu verwechseln mit dem als „Moynahan-Syndrom II“ bezeichneten Alopezie-Epilepsie-Intelligenzminderung-Syndrom Typ Moynahan, einem genetisch bedingten Epilepsiesyndrom mit angeborener Alopezie, Intelligenzminderung und Sprachverzögerung.
Das Amelo-zerebro-hypohidrotische Syndrom mit autosomal-rezessiver Vererbung wird als Kohlschütter-Tönz-Syndrom bezeichnet.

## Verbreitung und Ursache
Häufigkeit und Ursache sind nicht bekannt, die Vererbung erfolgt autosomal-dominant.

## Klinische Erscheinungen
Klinische Kriterien sind:
- trockene, gerötete Haut durch Schweißdrüsenhypoplasie (Xerodermie)
- fakultativ Skelettveränderungen wie Knochendeformitäten
- Zahnschmelzdysplasie mit Gelbverfärbung, Deformation
- Zerebrale Veränderungen, EEG-Auffälligkeiten
- epileptische Anfälle, geistige Retardierung

Hinzu kommt dünnes, langsam wachsendes und spärliches Kopfhaar, fehlende Wimpern.